# لويس ألفريدو راميريز
لويس ألفريدو راميريز (بالإسبانية: Luis Alfredo Ramírez)‏ (21 نوفمبر 1977 بسان بيدرو سولا في هندوراس - ) هو لاعب كرة قدم هندوراسي في مركز الهجوم، شارك في الألعاب الأولمبية الصيفية 2000. وشارك مع منتخب هندوراس لكرة القدم. أما مع النوادي، فقد لعب مع جيجيانغ غرينتاون وريال إسبانيا وشانغهاي غرينلاند شينهوا وغوانغجو إفرغراند تاوباو ونادي ماراثون ونادي فيكتوريا وPumas UNAH ‏ وC.D. Honduras Progreso ‏ وHonduras Salzburg ‏ وDeportes Savio F.C. ‏.

## وصلات خارجية
- لويس ألفريدو راميريز على موقع الاتحاد الدولي (مؤرشف)  (الإنجليزية)
- لويس ألفريدو راميريز على موقع قاعدة بيانات كرة القدم.إي يو (الإنجليزية)
- لويس ألفريدو راميريز على موقع ناشيونال فوتبول تيمز (الإنجليزية)
- لويس ألفريدو راميريز على موقع Soccerway.com (الإنجليزية)
- لويس ألفريدو راميريز على موقع عالم كرة القدم.نت (الإنجليزية)
- لويس ألفريدو راميريز على موقع أوليمبيديا (الإنجليزية)